# Garibaldczycy

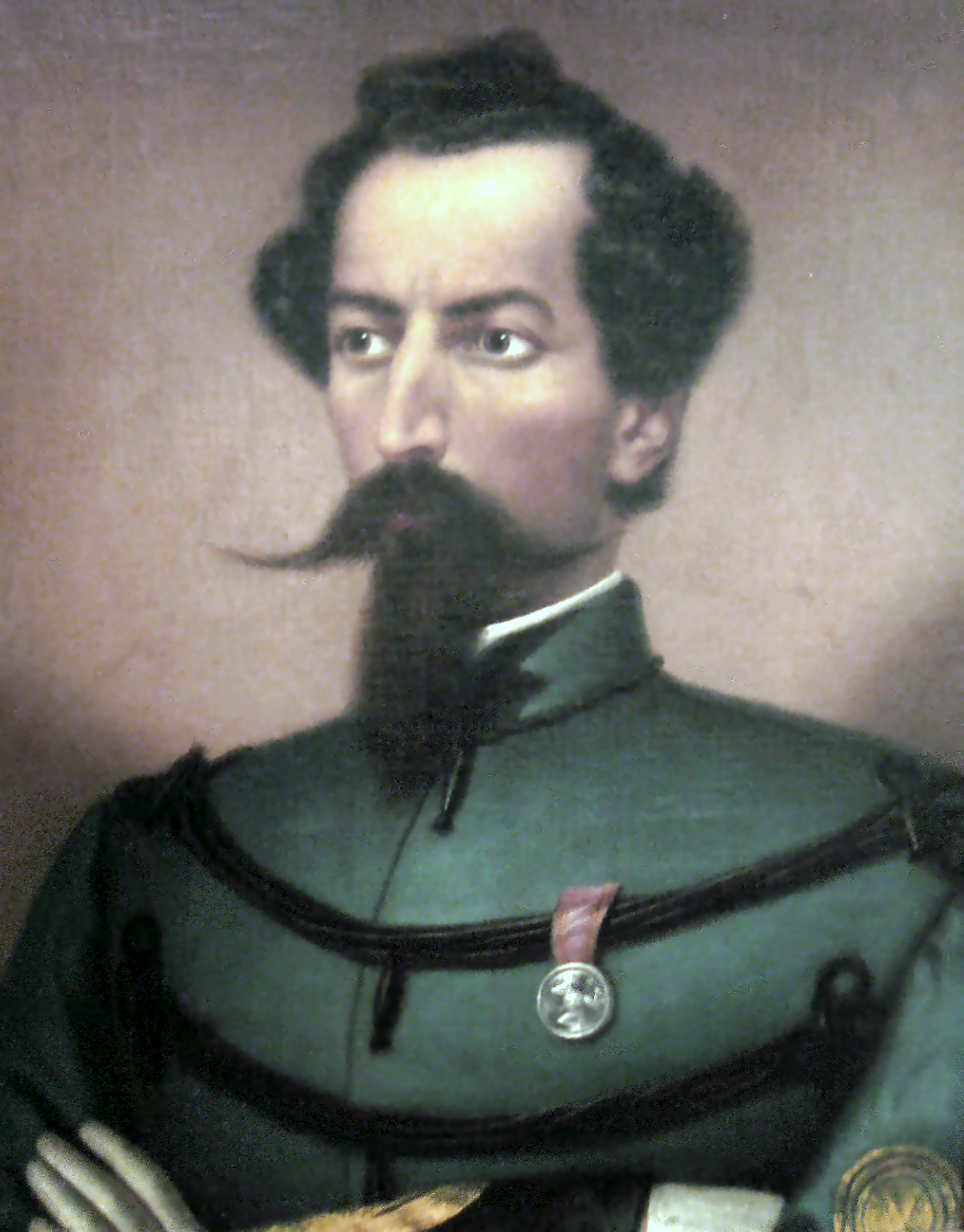
Francesco Nullo

Garibaldczycy – oddział włoskich ochotników, którzy wzięli udział w powstaniu styczniowym (1863/1864). 
Ich organizacją zajmował się syn Giuseppe Garibaldiego - Menotti Garibaldi, zaś ich dowódcą był Francesco Nullo, który zginął w czasie bitwy pod Krzykawką. Kolejny garibaldczyk Elia Marchetti został ciężko ranny i zmarł dwa dni później, a Ludwik Caroli, kolejny włoski uczestnik bitwy dostał się do rosyjskiej niewoli.